# Championnat de Bulgarie de football 1971-1972
Navigation
Saison précédente Saison suivante
La saison 1971-1972 du Championnat de Bulgarie de football était la 48e édition du championnat de première division en Bulgarie. Les dix-huit meilleurs clubs du pays se retrouvent au sein d'une poule unique, la Vissha Professionnal Football League, où ils s'affrontent deux fois, à domicile et à l'extérieur. À la fin de la saison, les deux derniers du classement sont relégués et remplacés par les deux meilleurs clubs de deuxième division.
C'est le CSKA Septemvriysko zname Sofia, tenant du titre, qui remporte à nouveau le titre national cette saison en terminant en tête du classement, avec 8 points d'avance sur le Levski-Spartak Sofia. Le Beroe Stara Zagora, promu de deuxième division, complète le podium, à 16 point du duo de tête. C'est le 16e titre de champion de Bulgarie de l'histoire du club, qui réalise le doublé en battant le PFC Slavia Sofia en finale de la Coupe de Bulgarie.

## Les 18 clubs participants
| - Levski-Spartak Sofia - CSKA Septemvriysko zname Sofia - PFK Spartak Pleven - Lokomotiv Plovdiv - Nikolay Laskov Yambol - PFC Slavia Sofia - Chernomorets Burgas - Beroe Stara Zagora - Promu de D2 - Lokomotiv Sofia | - Dunav Ruse - Tcherno More Varna - Marek Stanke Dimitrov - Chardafon-Orlovets Gabrovo - Trakia Plovdiv - Botev Vratsa - Akademik Sofia - Etar Veliko Tarnovo - ZhSK-Spartak Varna - Promu de D2 |

## Compétition

### Classement
Le barème utilisé pour établir le classement est le suivant :
- Victoire : 2 points
- Match nul : 1 point
- Défaite : 0 point

| Rang | Équipe                             | Pts | J  | G  | N  | P  | Bp | Bc | Diff |
| ---- | ---------------------------------- | --- | -- | -- | -- | -- | -- | -- | ---- |
| 1    | CSKA Septemvriysko zname Sofia T C | 58  | 34 | 26 | 6  | 2  | 95 | 28 | +67  |
| 2    | Levski-Spartak Sofia               | 50  | 34 | 22 | 6  | 6  | 68 | 26 | +42  |
| 3    | Beroe Stara Zagora P               | 42  | 34 | 18 | 6  | 10 | 61 | 46 | +15  |
| 4    | PFC Slavia Sofia                   | 39  | 34 | 15 | 9  | 10 | 50 | 43 | +7   |
| 5    | Lokomotiv Sofia                    | 38  | 34 | 13 | 12 | 9  | 47 | 34 | +13  |
| 6    | Trakia Plovdiv                     | 35  | 34 | 14 | 7  | 13 | 54 | 47 | +7   |
| 7    | Botev Vratsa                       | 31  | 34 | 13 | 5  | 16 | 62 | 64 | -2   |
| 8    | Tcherno More Varna                 | 31  | 34 | 13 | 5  | 16 | 53 | 60 | -7   |
| 9    | Dunav Ruse                         | 31  | 34 | 12 | 7  | 15 | 38 | 50 | -12  |
| 10   | Lokomotiv Plovdiv                  | 30  | 34 | 7  | 16 | 11 | 32 | 44 | -12  |
| 11   | Akademik Sofia                     | 29  | 34 | 11 | 7  | 16 | 37 | 45 | -8   |
| 12   | Etar Veliko Tarnovo                | 29  | 34 | 11 | 7  | 16 | 39 | 54 | -15  |
| 13   | PFC Spartak Pleven                 | 29  | 34 | 11 | 7  | 16 | 40 | 61 | -21  |
| 14   | Chernomorets Burgas -2             | 28  | 34 | 11 | 8  | 15 | 47 | 49 | -2   |
| 15   | ZhSK-Spartak Varna P               | 28  | 34 | 10 | 8  | 16 | 45 | 50 | -5   |
| 16   | Nikolay Laskov Yambol              | 28  | 34 | 11 | 6  | 17 | 35 | 50 | -15  |
| 17   | Marek Stanke Dimitrov              | 26  | 34 | 10 | 6  | 18 | 31 | 65 | -34  |
| 18   | Chardafon-Orlovets Gabrovo -6      | 22  | 34 | 10 | 8  | 16 | 34 | 52 | -18  |

|  | Qualification pour la Coupe des clubs champions 1972-1973                                |
|  | Qualification pour la Coupe des Coupes 1972-1973                                         |
|  | Qualification pour la Coupe UEFA 1972-1973                                               |
|  | Relégation en deuxième division                                                          |
|  | T : Tenant du titre C : Vainqueur de la Coupe de Bulgarie P : Promu de deuxième division |

- Pour des raisons à determiner, le club de Chernomorets Burgas reçoit une pénalité de 2 points et le Chardafon-Orlovets Gabrovo une pénalité de 6 points.

## Bilan de la saison
| Championnat de Bulgarie de football 1971-1972 |                                            |
| Champion                                      | CSKA Septemvriysko zname Sofia (16e titre) |
| Coupes et trophées                            |                                            |
| Vainqueur de la Coupe de Bulgarie 1971-1972   | CSKA Septemvriysko zname Sofia             |
| Qualifications continentales                  |                                            |
| Coupe des clubs champions 1972-1973           | CSKA Septemvriysko zname Sofia             |
| Coupe des Coupes 1972-1973                    | PFC Slavia Sofia                           |
| Coupe UEFA 1972-1973                          | Levski-Spartak Sofia                       |
| Coupe UEFA 1972-1973                          | Beroe Stara Zagora                         |
| Promotions et relégations                     |                                            |
| Promus en Vissha PFL                          | FK Pernik                                  |
| Promus en Vissha PFL                          | Panayoy Volov                              |
| Relégués en B PFL                             | Marek Stanke Dimitrov                      |
| Relégués en B PFL                             | Chardafon-Orlovets Gabrovo                 |